# Baculella
Baculella es un género de foraminífero bentónico de la familia Baculellidae, de la superfamilia Komokioidea y del orden Komokiida. Su especie tipo es Baculella globofera. Su rango cronoestratigráfico abarca el Holoceno.

## Discusión
Tradicionalmente Baculella ha sido incluido en el orden Textulariida o en el orden Astrorhizida.
Clasificaciones más modernas han incluido Baculella en el suborden Astrorhizina del orden Astrorhizida.

## Clasificación
Baculella incluye a las siguientes especies:
- Baculella globofera
- Baculella hirsuta